# Čudesne zvijeri: Dumbledoreove tajne (2022.)
Čudesne zvijeri: Dumbledoreove tajne (eng. Fantastic Beasts: The Secrets of Dumbledore) je film iz  2022. godine redatelja Davida Yatesa.
Film je drugi nastavak i treći dio serijala Čudesne zvijeri, spin-off i prednastavak filmskog serijala o Harryju Potteru inspiriran istoimenom knjigom J. K. Rowling koja je i scenaristica  zajedno sa Steve Klovesom. Radnja filma vrti se oko Newta Scamandera, njegovih prijatelja i Albusa Dumbledorea koji pokušavaju omesti mračnog čarobnjaka Gellert Grindelwalda u nastojanju da pokori bezjački svijet.

## Radnja
Kako moć Grindelwalda ubrzano raste i isti skuplja svoje istomišljenike po cijelom svijetu, Albus Dumbledore povjerava Newtu Scamanderu i njegovim prijateljima zadatak koji će dovesti do sukoba s Grindelwaldovom vojskom navodeći samog Dumbledorea da razmisli o tome koliko još može ostati po strani sada kada je rat pred vratima.

## Glumačka postava
- Eddie Redmayne kao Newt Scamander
- Jude Law kao Albus Dumbledore
- Ezra Miller kao Credence Barebone / Aurelius Dumbledore
- Dan Fogler kao Jacob Kowalski
- Alison Sudol kao Queenie Goldstein:
- Callum Turner kao Theseus Scamander
- Jessica Williams kao Profesorica Eulalie "Lalie" Hicks
- Mads Mikkelsen kao Gellert Grindelwald
- Katherine Waterston kao Tina Goldstein
- William Nadylam kao Yusuf Kama
- Poppy Corby-Tuech kao Vinda Rosier
- Victoria Yeates kao Bunty
- Richard Coyle kao Aberforth Dumbledore
- Maria Fernanda Cândido kao Vicência Santos
- Oliver Mkaoucci kao Vogel

## Promocija
Prvi trailer filma objavljen je 13. prosinca 2021.
Dana 22. veljače 2022. na internetu je objavljeno 18 plakata s likovima iz filma. Najavljeno je da će drugi trailer biti objavljen u četvrtak, 24. veljače 2022. od strane glumca Judea Lawa putem društvenih medija filma, ali je kasnije odgođen na neobjavljen datum zbog Ruske invazije na Ukrajinu.

## Distribucija
Film bi trebao biti objavljen 8. travnja u Velikoj Britaniji i Irskoj, 15. travnja u SAD-u i istog mjeseca u Hrvatskoj.

## Nastavak
Filmska serija Čudesne zvijeri prvotno je bila planirana kao trilogija, ali u listopadu 2016. godine Rowling je najavila da će se serija sastojati od pet filmova kasnije potvrđujući da će se priča o seriji sastojati od niza događaja koji su se dogodili između 1926. i 1945. godine.

## Vanjske poveznice
- Službena stranica
- Službena stranica na Warner Bros.
- Čudesne zvijeri: Dumbledoreove tajne u internetskoj bazi filmova IMDb-a